# 西澤由夏
西澤 由夏（にしざわ ゆか、本名同じ、1993年8月12日 - ）は、ABEMAのアナウンサー。元サイバーエージェント勤務のキャスター、元スペースクラフト所属のタレント、モデル、司会者。

## 来歴
埼玉県出身。多くのアナウンサーを輩出している中央大学への進学を見据えて、中央大学附属高等学校に入学。中央大学在学中、「ミス中央大学2013」グランプリを受賞。応募はアナウンサー志望であることを知った友人による他薦だった。大学では放送研究会に所属したが、ほとんど活動には参加しなかった。一方で、オールラウンドサークルの活動には積極的に参加した。同年の「Miss of Miss Campus Queen Contest」でもファイナリストとなった。
その後、「キャンパスクイーン」としてスペースクラフトに所属し、タレント活動を行う。就職活動でアナウンススクールに通い、テレビ局各局のアナウンス試験を受けるも不合格。2016年からサイバーエージェントに入社。オフィシャルブログの開設提案やコンサルティングを行う。
担当タレントがAbemaTV出演の際にはサポートするなど関連会社の一員としてかかわっていたが、タレントの活動歴があることから『業界激震!?マジガチランキング』、『AbemaPrime』に起用され、美人社員としてレポーター、番組アシスタントとして出演。もともとアナウンサー志望であったことから、AbemaTVが専属アナウンサーの募集を開始すると、自ら手を挙げ合格。サイバーエージェント社員としての勤務と並行しテレビ朝日アスクに通い、2018年4月よりAbemaTV専属キャスターとなる。
他のキャスターと違い、すでに進行経験などの実績があったため1月よりAbemaTVの大相撲、プロ野球中継などでレポーターを担当する。
2022年9月、『チャンスの時間』の企画で『週刊ヤングジャンプ』（集英社）の表紙＆グラビア撮影を行った。同誌2022年No.43 表紙＆巻頭グラビアとして掲載。アザーカットを含むデジタル写真集も発売された。

## 人物
- どんなときも比較的冷静な自分でいられるのが強みとしている[6]。
- 身長158cm。スリーサイズはB78／W57／H82[1]。
- 千鳥・ノブからは“アナウンサーもどき”といじられている[10]。西澤はもともとキー局アナウンサーを目指していたこと、最初に言われた収録ではテレビ朝日・弘中綾香もいたことから驚きと混乱に陥ったが、『もどき』の文言でABEMAに専業アナウンサーがいることを知った人、ファンも生まれたことから2023年現在は感謝しているという[10]。

## 現在の出演番組

### ウェブテレビ
- 堀江貴文と藤田晋のビジネスジャッジ!!（2016年 - 2017年・2018年 - 、堀江貴文FRESH!チャンネル）- アシスタント
- チャンスの時間（2018年4月18日 - 、AbemaTV）- アシスタント
- ABEMA BOATRACE SPACE[11]（2019年6月28日 - 週替わり、AbemaTV）
- NewsBAR橋下（2020年4月25日 - 、AbemaTV）-アシスタント（第67回から[12]）
- AbemaNews（2022年9月6日 - 不定期、AbemaTV）[13][14]
- スナックさざなみ（2023年4月30日 - 、 AbemaTV）
- ABEMAスポーツタイム（2023年7月2日 -、AbemaTV） - 進行[15]

### ネットラジオ
- にしざわの30/24 (2021年2月3日 -、stand.fm)

## 過去の出演番組

### AbemaTV入社前

#### テレビ
- ゴーちゃん。Lab（テレビ朝日）
- 全力坂（テレビ朝日）
- ジョブチューン ～アノ職業のヒミツぶっちゃけます！（TBS）- アシスタント
- アリよりのアリ～理想の男女をビジュアル化～（TBS）
- モテ女100（フジテレビ）
- ミスオブミスキャンパスクイーンコンテスト2013美×10!女子大生づくしな夜（フジテレビ）
- キスマイBUSAIKU!?（フジテレビ）- マイコ役
- THEビッグチャンス（フジテレビ）
- 選択クイズ∞（フジテレビ）
- 月刊 素敵なスマートライフ（BSフジ）- レポーター
- エクストリーム昼休み（DHCシアター）

#### ラジオ
- NACK5 DREAM CARAVAN（GOGOMONZ内のコーナー、NACK5）- レポーター

#### ウェブテレビ
- キャンパスクイーン・サバイバル部（2015年、ニコニコ動画）[16]
- 真麻の部屋へようこそ（NOTTV）
- 企画力芸人（2016年9月11日、2017年2月5日、AbemaTV）- アシスタント
- マジガチランキング（2017年4月 – 9月20日、AbemaTV）- 番組アシスタント
- AbemaPrime（AbemaTV）- レポーター
- 72時間ホンネテレビ（2017年11月2日 - 5日、AbemaTV） - スタジオアナウンサー
- 偏差値32の田村淳が100日で青学一直線〜学歴リベンジ〜（2017年10月 - 2018年3月、AbemaTV） -  不定期で進行アナウンサーを務める。

#### 執筆
- 日刊ゲンダイ連載リレーコラム「キャンパスクイーンの本当にあったグッとくる話」

#### 広告モデル
- AEON TOPVALU SELECT「ギリシャヨーグルト」

#### イベント
- 「スーパー耐久シリーズ2015」- レポーター（JDクィーン）
- 「ガクタビEXPO 2015」- イベントゲスト
- 三愛水着『楽園ステージ』（2015年、東京・青山スパイラル）- レポーター

### AbemaTV入社後

#### ウェブテレビ
- 大相撲LIVE（2018年1月 - 3月、AbemaTV）- VTRレポーター[17]
- プロ野球中継（2018年4月 - 10月、AbemaTV）- 選手インタビュアー、球場レポーター
- ベイチャンネル（2018年4月 - 10月、AbemaTV）- 選手インタビュアー
- ラスト亀田興毅（2018年5月5日、AbemaTV）- レポーター
- 格闘代理戦争2ndシーズン（2018年、AbemaTV）- 進行
- 鈴木愛理 ソロデビュー特番 #DMAF（2018年6月6日、AbemaTV） - 進行
- 熱闘!Mリーグ（2018年10月7日 - 12月23日、AbemaTV AbemaNewsチャンネル）[18]- アシスタント（ローテーションで担当、2019年以降はナレーション）
- 大和証券Mリーグ2018（2018年11月2日 - 、AbemaTV麻雀チャンネル）-  レポーター[19]
- Abemaミッドナイト競輪（2019年4月‐6月、AbemaTV）日替わりで担当
- 芸人代理戦争（2019年4月29日、AbemaTV）[20] - 進行
- WINTICKET ミッドナイト競輪（2019年6月 ‐ 11月、AbemaTV）日替わりで担当
- 株式会社ニシノコンサル（2019年6月 - 2020年3月、AbemaTV） - アシスタント
- Merry ボートレース GRAND PRIX（2019年12月22日、AbemaTV） - MC[21]
- 男女7人波物語 ―恋愛も、競走だー（2020年3月8日、AbemaTV）- 進行[22]
- 日村がゆく（2020年1月29日 - 3月4日、AbemaTV） - 変態サミットMC
- 家-1グランプリ2020〜お笑い自宅芸No.1決定戦〜（2020年5月3日、ABEMA） - アシスタント
- ラスアイのクロ歴史だってよ!!（2020年9月19日、ABEMA） - アシスタント[23]
- FC町田ゼルビアをつくろう〜ゼルつく〜 #48#49（2021年2月19日、AbemaTV） - ナレーション
- 笑ラウドネスGP（2021年7月18日、ABEMA） - アシスタント[24]
- ニューヨーク恋愛市場（2021年9月28日 - 2023年3月21日 、AbemaTV） - アシスタント
- 大人の恋愛地図 Supported by 東京カレンダー（2021年10月14日 - 11月25日、ABEMA）- MC
- 愛、足りてますか?（2022年11月27日 -2022年12月11日 、ABEMA） - アシスタント[25]

#### ウェブラジオ
- Abema学園（2018年8月24日 - 12月29日[26]、AbemaTVラジオチャンネル）[27][28]

#### 舞台
- 堀江貴文主演「湘南美容クリニック」presents ミュージカル「クリスマスキャロル2019」（2019年12月11日 - 15日、東京・東京キネマ倶楽部、2019年12月24日 - 25日、大阪・味園ユニバース） - アンサンブル

#### CM
- 「JALPAKでハワイ」（2018年6月、ジャルパック）
- ポコロンダンジョンズ×幽☆遊☆白書（2018年、グレンジ）テレビCM出演およびナレーション

## その他
- 週刊ヤングジャンプ 2022年43号 表紙（2022年9月22日発売）[29]
- デジタル写真集「いつも全力。いつも等身大の君と。」（2022年9月22日）[30]
- ABEMAアナウンサー西澤由夏です（2023年8月12日発売、ワニブックス）ISBN 978-4847073373